# Црни анђео
Црни анђео (енгл. Dark Angel) америчка је сајберпанк телевизијска серија која је премијерно приказана на каналу Фокс 3. октобра 2000. године. Аутор је Џејмс Камерон, а главна глумица Џесика Алба. Серија се дешава у 2019. години, прати живот Максе Геваре (Алба), генетски унапређеног супер-војника који као дете бежи из тајног војног објекта. Црни анђео је била прва и једина серија коју је створила компанија Камерон, а снимана је у Ванкуверу у Lions Gate Studios.
Пилот-епизода имала је 17,4 милиона гледалаца. Прва сезона, која је приказивана уторком увече у Сједињеним Државама, добила је углавном позитивне критике и освојила неколико награда, укључујући Награду по избору публике за омиљену нову ТВ драму. Албин лик Макси такође је добио позитивне критике и неколико награда. Друга сезона је премештена у мање пожељан термин, у петак увече, и добила је неке критике због нових елемената заплета. Серији је опала гледаност, у просеку 6 милиона гледалаца по епизоди, након чега је отказана.
Снимљен је наставак серије и објављена је прерада за видео-игре. Сматра се да је Црни анђео део таласа емисија крајем 90-их и почетком 2000-их који садрже јаке женске ликове, попут Бафи, убице вампира, Ксене: Принцезе ратнице и Никите.

## Радња

### Прва сезона
Године 2009. генетски унапређен деветогодишњи супер-војник, означен као X5-452, бежи са једанаест других супер-војника из тајне америчке владине институције, кодно назване Мантикоре, где су рођени, одрасли и обучени за војнике и убице. Месецима након бекства X5-452, 1. јуна 2009. године, терористи су детонирали електромагнетно оружје у атмосферу изнад Сједињених Америчких Држава, што уништава огромну већину рачунарских и комуникацијских система, бацајући земљу у хаос.
Десет година касније, 2019. године, сада деветнаестогодишња X5-452 (Џесика Алба), која себе назива Макси Гевар, тражи браћу и сестре из Мантикора. У Сједињеним Америчким Државама које се опорављају, а које су сада једва више од земље у развоју, она покушава да живи релативно нормалан живот и избегне заробљеништво од Мантикора, који желе да поврате изгубљену имовину. Логан Кејл (Мајкл Ведерли), илегални сајбер-новинар под псеудонимом Eyes Only, покушава да је запосли како би помогла у борби против корупције. Она га у почетку одбија, али касније ипак прихвата јер се Кејлу вратила параплегија, након што је покушао да одради задатак за који је намеравао да њу запосли. Док му помаже, Макси зарађује за живот разносећи новине на бициклу у курирској компанији са својим пријатељима Синди (Валари Реј Милер), Хербал (Алими Балард) и Скечи (Ричард Ган). Повремено се уводе и други X5 војници, од којих је најзначајнији вођа јединице Зак (Вилијам Грегори Ли). Лов на Мантикоре са избеглим X5 војницима води пуковник Доналд Лидекер (Џон Севиџ), који пред крај сезоне издаје своје надређене, чак и немилосрдну Елизабету Ренфро (Нана Визјтор). Дезертирао је од Мантикора и сада помаже Макси и Заку да их нападну. Њих двоје су заробљени, Макси је тешко рањена и неопходна јој је трансплантација како би преживела. Зак изврши самоубиство како би дао Макси своје срце.

### Друга сезона
Кејл излаже Мантикоре свету. Ренфро одлучује да запали објекат како би сакрио доказе и у том процесу је убијен. Уз помоћ Џошуа (Кевин Дуранд), трансген са псећим ДНК, Макси побегне и ослобађа остале трансгенике, укључујући Алека (Џенсен Еклс), колегу X5. Када се Макси поново повеже са Кејлом, он се одмах разболи и умало умире. Макси открива да ју је Мантикора заразио вирусом који је требало да убије Кејла, а њих двоје морају избећи сваки физички контакт како би га одржали у животу. Макси сазнаје да је Џошуа био први трансгенер који је створио Сандемена, оснивача Мантикора. Током сезоне откривено је да је култ, пре више миленијума, одгајао властите супер-војнике који се супростављају трансгеницима произведеним од Мантикора. Откривено је да је Ејмс Вајт (Мартин Каминс), владин агент задужен за уклањање ослобођених трансгеника, припадник култа. Када се на њеној кожи појави чудна порука написана у Максином генетском коду, открива се да је Сандеман адвокат узгајивачког култа, а Ејмс Вајт његов син. Он је и даље одан култу и страсно мрзи трансгеничне креације свог оца. Верујући да је Макси претња, покушава да је убије, али она бежи у напуштени део Сијетла где се скривало на стотине протераних трансгенера. Када полиција почне да их окружује, Макси убеди остале трансгенере да се боре, а не да беже. Серија се завршава војском која окружује Терминал Сити, док становници подижу нову заставу са једне од зграда и чекају могућу инвазију.

## Улоге
| Глумац             | Улога            |
| ------------------ | ---------------- |
| Џесика Алба        | Макси Геваре     |
| Мајкл Ведерли      | Логан Кејл       |
| Вилијам Грегори Ли | Зак              |
| Алими Балард       | Хербал           |
| Валари Реј Милер   | Синди            |
| Џон Севиџ          | Доналд Лидекер   |
| Нана Визјтор       | Елизабета Ренфро |
| Џенсен Еклс        | Алек             |
| Мартин Каминс      | Ејмс Вајт        |

## Сезоне
| Сезона | Сезона | Епизоде | Епизоде | Оригинално емитовање | Оригинално емитовање |
| Сезона | Сезона | Епизоде | Епизоде | Премијера            | Финале               |
| ------ | ------ | ------- | ------- | -------------------- | -------------------- |
|        | 1.     | 22      | 22      | 3. октобар 2000.     | 22. мај 2001.        |
|        | 2.     | 21      | 21      | 28. септембар 2001.  | 3. мај 2002.         |

## Продукција

### Позадина
Након успеха филмом Титаник, редитељ Џејмс Камерон основао је продукцијску компанију са Чарлсом Еглеом и почели су да раде на телевизијској серији. Размотрили су неколико опција, укључујући породичну драму, пре него што су се одлучили за Црног анђела. Камерон је рекао да су почели са идејом да Макси буде генетска конструкција која је „споља изгледала нормално, али је била различита на генетском нивоу. Истражујемо шта би то могло значити”. На Камерона је утицала манга Борбени анђео, коју је првобитно намеравао да прилагоди филму након завршетка Црног анђела.
Црни анђео је био прво и последње дело њихове компаније. Макси је пратио дугачак низ снажних женских ликова попут Саре Конор и Елен Рипли. Серија је обележила Камеронову каријеру.

### Додељивање улога и снимање
За главну улогу размотрено је више од хиљаду младих глумица. Камерон је гледао снимке са аудиције када се избор смањио на двадесет или тридесет кандидата. Прво није био импресиониран Албаниним, рекао је да је „спустила главу, читала је сценарио, није се представила баш тако добро, aли било је нечега у начину на који је прочитала сценарио, што је пресудило”. Камерон је непрестано прегледавао снимке са аудиције, али се непрестано враћао на Албанинин и на крају је одлучио да треба да је упозна. Она је ангажована за улогу пре него што је написан сценарио. Егле је рекао: „Имали смо корист од тога што смо могли написати сценарио уназад, писали смо за ову глумицу, са њеним ритмом и сензибилитетом, ставом и жаргоном”. Како би спремила улогу, Алба је провела годину дана вежбајући борилачке вештине и гимнастику, као и возећи мотоцикл.
Двочасовна премијерна епизода коштала је продукцију до 10 милиона долара. Наредне епизоде имале су знатно мањи буџет. Фокс је много потрошио на промотивну кампању за премијеру. „Једва” су обновили серију за другу сезону. Буџет по епизоди у другој сезони био је 1,3 милиона долара. Продуцентима је првобитно речено да је трећа сезона одобрена, али два дана касније Фокс их је обавестио да је серија отказана. Камерон је изјавио: „Звали су нас у суботу и рекли нам да смо по распореду и да смо добили термин. Скупили смо се увече и прославили. Недеља пролази, а у понедељак ујутро добијамо позив који каже: ’Не, нисте на распореду! Промењено је.’ Никад нисам чуо за то, али тада, никад нисам радио са телевизијом. У понедељак је требало да будемо у авиону да бисмо у уторак отишли у Њујорк. Звали су нас тог дана и рекли нам да не идемо! Био сам бесан!"
Серија се одвија у Сијетлу, а снимљена је у Ванкуверу, Британској Колумбији. Остале сцене су снимљене у уметничкој галерији Ванкувер, као и на језеру Бунтзен и у болници Ривервев, такође у Британској Колумбији.

### Нереализована сезона
У тумачењу ДВД-а за финале сезоне Егле је објаснио шта је било планирано за трећу сезону. Намера је била да се споје приче прве и друге сезоне и да открију митологију Црног анђела. Трећа сезона би открила да је пре више хиљада година Земља пролазила кроз траг комете који је депоновао вирусни материјал који је убио 97% људске расе. Узгојни култ сачувао је генетски имунитет преживелих тако да кад су се комете вратиле преживели би само припадници култа. Сандеман, култни члан, и Максин творац издао је култ и одлучио је дати овај генетски имунитет остатку човечанства преко Макси, која ће бити спасилац људске расе. Било је више идеја о томе како проширити Максин имунитет, укључујући експлозију ваздуха који би распршио антитело кроз атмосферу или везао имунитет на вирус прехладе. Иако би се комета вратила, нико се не би разболео, већ би се веровало да је култ једноставно имао погрешно предвиђање.

### Историја емитовања
Прва сезона премијерно је приказана у Сједињеним Америчким Државама у уторак, 3. октобра 2000. године, од 21.00 до 23.00 сати. Наредних недеља, серија је емитована од 21.00 до 22.00 сати уторком. Током прве сезоне, серија је неколико пута била искључена, међу осталог и због председничких избора у САД 2000. године. Фокс је другу сезону емитовао петком до 20.00 сати.
Последња епизода серије емитована је 3. маја 2002. године, у трајању од 90 минута.

### Музика
ЦД са 37 песама био је само за промотивну употребу, а не за препродају. Често је садржао звук тимпана, бубњева и виолина.
Албум који је објављен 23. априла 2002. године садржао је песме ритма и блуза, као и хип-хопа, чији су извођачи претежно припадници женског нео соула, чији се текстови „фокусирају на изражавање женске моћи”. Освојио је 50. место на листи независних албума. Олмјузик им је дао три од пет звезда.

### Тема
Сматра се да је жанр научна фантастика и акција. Црног анђела упоређивали су са романом Франкенштајн или модерни Прометеј, а Макси са неуобичајеним Франкенштајновим чудовиштем. Описали су је као „најновију жену ратницу на телевизији која поседује вештине достојне Жени-мачки, Ксени и Чудесној жени.”

## Награде
| Година | Награда                        | Категорија                                                   | Номинован              | Резултат   |
| ------ | ------------------------------ | ------------------------------------------------------------ | ---------------------- | ---------- |
| 2000.  | 27. Награда Сатурн             | Награда Сатурн за најбољу глумицу на телевизији              | Џесика Алба            | Освојено   |
| 2000.  | 58. Награда Златни глобус      | Златни глобус за најбољу главну глумицу у ТВ серији (драма)  | Џесика Алба            | Номинација |
| 2001.  | 22. Награда за младог уметника | Најбоље извођење у ТВ драмској серији — главна млада глумица | Џесика Алба            | Номинација |
| 2001.  | Награда АЛМА                   | Изврсна глумица у новој телевизијској серији                 | Џесика Алба            | Номинација |
| 2001.  | Награда Лео                    | Најбољи визуелни ефекти: Драмска серија (за пилот епизоду)   | Тим за визуелне ефекте | Номинација |
| 2001.  | ТВ Награда                     | Звезда године                                                | Џесика Алба            | Освојено   |
| 2001.  | ТВ Награда                     | Глумица године у новој серији                                | Џесика Алба            | Номинација |
| 2002.  | 28. Награда Сатурн             | Најбоља мрежна телевизијска серија                           | Црни анђео             | Номинација |
| 2002.  | 28. Награда Сатурн             | Најбоља глумица у телевизијској серији                       | Џесика Алба            | Номинација |
| 2002.  | 28. Награда Сатурн             | Најбољи споредни глумац у телевизијској серији               | Мајкл Ведерли          | Номинација |
| 2002.  | Награда АЛМА                   | Изврсна глумица у телевизијској серији                       | Џесика Алба            | Номинација |
| 2002.  | Награда Лео                    | Најбољи визуелни ефекти: Драмска серија (за епизоду „Бу”)    | Тим за визуелне ефекте | Номинација |
| 2002.  | Награда Лео                    | Најбоља кинематографија: Драмска серија (за другу епизоду)   | Дејвид Гедс            | Освојено   |

## ДВД
Године 2003. објављен је ДВД са првом и другом сезоном, у региону један (САД / Канада), као и двоструко кодирани ДВД у региону два (Велика Британија) и региону четири (Аустралија) и сетови од шест дискова. Прва сезона објављена је у региону два и четири у фебруару, а у региону један у мају. Друга сезона објављена је у региону два и четири у јуну, а у региону један у октобру.
Обе сезоне поново су објављене у региону један 5. јуна 2007. године, са свих шест дискова (који су непромењени по садржају и по изгледу).

## Видео-игра
Истоимена видео-игра заснована на серији направљена је за Плејстејшн 2 18. новембра 2002. године и касније за Ексбокс. Гласове својим ликовима у игри давали су Алба и Ведерли. Почели су да праве игру пре него што је серија отказана. Добили су оцену 3,8 од 10 и речено је да ће у игри уживати само фанови Црног анђела, а осталима ће вероватно бити досадна.

## Књиге
Написане су и три књиге:
- Црни анђео: Пред зору (2002) увод је у телевизијску серију, у којој је детаљно описан Максин живот после њеног бекства из Мантикореа 2009. године. Након што је сведочила снимцима мушкарца, за којег се верује да је један од њених браћа X5 у Сијетлу, Макси се сели из Лос Анђелеса у Сијетл. Она на крају открива да је мушкарац на снимку њен брат Сит, који је радио за Лидекера као лични агент. Убрзо након што се поново среће са њим, Сит почини самоубиство.[62]
- Црни анђео: Игра коже (2003) одмах прати догађаје последње епизоде друге сезоне, описујући дане у мају 2021. године. Књига се фокусира на убицу који терорише улице Сијетла и све већу сумњу и доказе да је убица могао бити трансгеничан. Како убиства ескалирају, америчка војска и национална гарда припремају се за инвазију. Макси открива да је убица трансгенични трансформатор Келпи, који поприма Логанов облик и убија га вирус који је намењен да убије Логана.[63]
- Црни анђео: После мрака (2003) наставак је Игре коже. Откривено је да Максиновог вируса више нема, највероватније објашњење је да је, када је вирус убио Келпа веровао да је његова мисија, да убије Логана, остварена. Логана киднапују Ејмс Вајт и узгојни култ, који се припремају за долазак комете за коју верују да ће уништити све осим чланова култа и трансгенике депоновањем вирусног материјала у Земљину атмосферу. Покушавају да убију Макси јер верују да поседује генетски код који ће обичне људе спасити од кометног вирусног материјала. Уз помоћ тима трансгеника, Макси на крају спашава Логана и уништава седиште узгајаног култа; Џошуа убија Ејмс Вајт. Када комета стигне, нико се не разболи, а верује се да је предвиђање култа било лажно. Макси проналази Лидекера у затворској ћелији у култном седишту. Обећава да ће јој помоћи да пронађе мајку ако га спаси, а она пристане.[64]

Црни анђео: Досије само за очи почиње са писмом које је написао Логан. Остатак књиге садржи документе који се односе на четири истраге.